# THX 1138
«THX 1138» (англ. THX 1138) — американський фантастичний кінотрилер Джорджа Лукаса та його перший повнометражний фільм, знятий у 1969 році та випущений у 1971.
У далекому майбутньому людство живе під землею, де ним керують роботи. Люди стали робочою силою, чия індивідуальність та емоції пригнічуються спеціальними пігулками. Один з робітників під кодом ТНХ 1138 незбагненним чином починає відчувати потяг до своєї сусідки по кімнаті, внаслідок чого обоє стають розшукуваними злочинцями.

## Сюжет
Люди живуть у підземному місті за суворими стандартами. Всі носять однакову білу форму та мають поголені голови. За ними наглядають поліцейські андроїди в чорній уніформі. Замість імен люди мають позначення трьома довільними літерами і чотирма цифрами, яке носять на одязі. Розмноження відбувається за попереднім планом, а емоції пригнічуються щоденним вживанням спеціальних пігулок.
Робітник THX 1138 працює на заводі з виготовлення поліцейських роботів. Він відволікається на напарницю LUH 3417, з якою живе в одній кімнаті, і потім сповідається про це перед портретом ОММ 0000, зображеного як Ісус Христос. За ними спостерігає через відеокамери SEN 5241. THX 1138 дорогою додому чує заклики з гучномовців «підвищити безпеку» — останнім часом загинуло 195 робітників, але це менше за 242 у заводу-конкурента.
Вдома THX приймає пігулки і дивиться голографічну еротику, використовуючи механічний мастурбатор. Потім обоє дивляться новини, де розповідають про боротьбу з порушеннями, що дратує LUH. Вона потай замінює в наступному харчовому пайку THX пігулку, через що його нудить, виникає тривога та сексуальні бажання. LUH і THX займаються сексом, але LUH побоюється, що за ними слідкують. Пізніше THX стикається з SEN, який справді все бачив. Той добивається, щоб THX став його новим сусідом по кімнаті, але THX подає анонімну скаргу на SEN за втручання в план розселення.
Без пігулок THX вагається при збиранні робота, через що стається аварія. Його заарештовують і виносять подальшу долю на голосування. Більшістю голосів THX відправляють на медикаментозну терапію замість стратити. Під час перевірки рухових функцій мозку він ненадовго зустрічається з LUH, яка повідомляє, що вагітна.
Визнавши фізіологічну складову THX і THX справною, їх разом із SEN відправляють до в'язниці, що являє собою обширний білий простір, для психологічної корекції. Більшість ув'язнених не прагнуть втекти, але THX і SEN вирушають на пошуки виходу. До них приєднується актор голографічних передач SRT 5752, який «хотів стати справжнім» і вказує дорогу. Втікачі знаходять вихід і опиняються в натовпі, SEN при цьому губиться.
Переслідувані поліцейськими роботами, THX і SRT блукають по місту та пробираються в центр керування. Там THX шукає інформацію про LUH і виявляє, що вона була «спожита», а її ім'я призначене зародку під номером 66691 у камері росту. SEN втікає в зону, зарезервовану для монахів OMM, де самотній монах зауважує, що SEN не має значка з кодом. SEN нападає на нього і згодом проникає в зону для виховання дітей, де зав'язує розмову з дітьми і покірно чекає прибуття поліцейських. THX і SRT тим часом викрадають два авто, але SRT врізається в бетонний стовп і його заарештовують.
Переслідуваний двома поліцейськими андроїдами на мотоциклах, THX тікає за межі міста. Там він стикається з мавпоподібними жителями поверхні та ховається у вентиляційній шахті. Поліцейські андроїди переслідують його далі, проте Центральне командування відкликає їх на тій підставі, що витрати на захоплення втікача перевищують виділений бюджет. Андроїди повідомляють THX, що поверхня непридатна для життя та востаннє закликають його здатися. Але THX продовжує шлях на поверхню, де бачить захід сонця.

## У ролях
| Актор             | Роль     |
| ----------------- | -------- |
| Роберт Дюваль     | THX 1138 |
| Дональд Плезенс   | SEN 5241 |
| Меггі Макомі      | LUH 3417 |
| Дон Педро Коллі   | SRT 5752 |
| Іан Вулф          | PTO      |
| Маршалл Ефрон     | TWA      |
| Сід Гейґ          | NCH      |
| Джон Пірс         | DWY      |
| Айрін Форрест     | IMM      |
| Гері Алан Марш    | CAM      |
| Джон Сітон        | OUE      |
| Юджин А. Стіллман | JOT      |
| Джек Волш         | TRG      |

## Створення
Фільм «THX 1138» заснований на короткометражному 15-ихвилинному фільмі Джорджа Лукаса «Electronic Labyrinth: THX 1138 4EB», знятому ним у часи студентства, 1967 року. Фільмування відбувалося спільно «Warner Brothers» та новою на той час продюсерською компанією Френсіса Форда Копполи «American Zoetrope».
На думку співсценариста Волтера Марча, Джордж Лукас задумував головних персонажів як уособлення сексу та кохання: THX співзвучно з «секс», а LUH — із «кохання» (love). Також імовірно, що Джордж Лукас назвав фільм на честь свого номера телефону в Сан-Франциско 849—1138 — літери THX відповідають літерам на кнопках 8, 4 і 9.
Як фантастичні автомобілі підземного міста використовувалися модифіковані Lola T70 Mk.III. Зйомки фільму завершилися в 1969 році, але випуск відбувся лише в 1971. В 1977 фільм було відреставровано з додаванням видалених у кінотеатральному варіанті сцен.
В 2004 році на DVD вийшла розширена версія фільму з додатковими сценами та цифровими спецефектами, заснована на оригінальних негативах кінострічки. А саме на початку додано трейлер чорно-білого фільму про Бака Роджерса «Трагедія на Сатурні» (1939) та фрагмент фільму «Прийдешнє» (1936); місцями колірну гаму було змінено на холоднішу; додано нові сцени на заводі та в кімнаті керування; в одній сцені з ящіркою їй додано антени та крила; в частині сцен змінено фон; ефекти голограми перероблено з більшою деталізацією; розширено сцени міських вулиць і тунелів; перероблено зображення жителів поверхні.